# Leopold Spinner
Leopold Spinner (26. dubna 1906 Lvov, Ukrajina – 12. srpna 1980 Londýn) byl britský skladatel pocházející z Ukrajiny. Příslušník Druhé vídeňské školy.

## Život
Narodil se rakouským rodičům v Lembergu (nyní Lvov) na Ukrajině. V letech 1926–1930 studoval skladbu ve Vídni u Paula Amadea Piska. Jeho skladby z té doby si získaly pozornost a byly odměněny několika cenami. V letech 1935–1938 pokračoval ve studiu u Antona Weberna a stal se příslušníkem tzv. Druhé vídeňské školy.
Po připojení Rakouska 12. března 1938 k nacistickému Německu emigroval do Anglie a válečná léta prožil v Yorkshire. Zprvu pracoval jako soustružník v továrně na lokomotivy v Bradfordu. Od roku 1947 působil jako kopista a aranžér pro hudební nakladatelství Boosey & Hawkes. Později se stal hlavním editorem nakladatelství v Londýně. U firmy Boosey & Hawkes pracoval až do odchodu do důchodu v roce 1975.

## Dílo
Téměř veškeré skladby Leopolda Spinnera jsou psány dvanáctitónovou technikou. O dodekafonii vydal v roce 1960 také významnou učebnici (A Short Introduction to the Technique of Twelve-tone Composition).

### Orchestrální skladby
- Symphony for small orchestra (1932-33)
- Passacaglia for wind ensemble with violin, cello and piano (c.1934)
- Overture for orchestra (1944, věnovánu Arnoldu Scoenbergovi k 70. narozeninám)
- Piano Concerto, op. 4 (1947)
- Overture for orchestra, op. 5 (1948-49)
- Violin Concerto (1953-55)
- Concerto for Orchestra, op. 12 (1956-57)
- Prelude and Variations, op. 18 (1960-62)
- Ricercata, op. 21 (1964-65)
- Chamber Symphony, op. 28 (1975-79)

### Sbory
- Ich lieb’ eine Blume (1936)
- Die Sonne sinkt, kantáta podle Friedricha Nietzsche (1952)
- Cantata on poems of Hölderlin, op. 11 (1955-57)
- Six Canons on Irish Folksongs (1960-61)
- Cantata on German Folk Texts, op. 20 (1963-64)
- Irish Folksongs (1964)
- Schilflieder, op. 27 (1974-75)

### Písně
- 2 Klabund Lieder (cca 1935-36)
- 3 Lieder (soprán a klavír, texty Georg Trakl, Clemens Brentano, Eduard Mörike, 1941)
- 5 Lieder with piano, op. 8 (Nietzsche, 1953)
- 3 Songs for tenor and piano, op. 15 (William Blake, William Butler Yeats, Richard Lovelace, 1959)
- 3 Lieder for soprano and piano, op. 16 (Rainer Maria Rilke, 1960)
- 2 Lieder for soprano and six instruments, op. 24 (Nietzsche, Rilke, 1970-71)
- 5 Lieder for mezzo and piano, op. 25 (1973)

### Komorní hudba
- String Quartet (1934-35, nejméně dva předchozí kvartety jsou ztraceny)
- Trio for clarinet, cello and piano (1935)
- Sonata for violin and piano, op. 1 (1936)
- String Quartet No.1, op. 2 (1941)
- Piano Quintet (1937)
- Trio for clarinet, viola and cello (1940)
- Piano Trio, op. 6 (1950)
- String Quartet No.2, op. 7 (1952)
- Suite for clarinet and piano, op. 10 (1955-56)
- Quintet for clarinet, horn, bassoon, guitar and double-bass, op. 14 (1959; 1963)
- Sonata for clarinet and piano, op. 17 (1961)
- Variations for violin and piano, op. 19 (1962)
- Sonatina for clarinet in D, oboe, bassoon and horn, op. 22 (1971)
- Sonatina for cello and piano, op. 26 (1972-73)

### Klavírní skladby
- Sonata, op. 3 (1942-45)
- Fantasy, op. 9 (1953-54)
- Inventions, op. 13 (1958)
- Sonatina, op. 22 (1966-69)